# Hadena chloodes
Hadena chloodes là một loài bướm đêm trong họ Noctuidae.